# Oratorio della Santissima Annunziata (Bagno a Ripoli)
L'oratorio della Santissima Annunziata o del Buco si trova a Bagno a Ripoli, in provincia di Firenze.

## Storia
L'oratorio si trova sul confine odierno tra i comuni di Firenze e di Bagno a Ripoli, che corre lungo la via Villa Cedri: il versante settentrionale della via (con la villa i Cedri) fa ancora parte di Firenze, mentre quello meridionale (con l'oratorio) ricade sotto Bagno a Ripoli. 
La fondazione dell'oratorio da parte della famiglia dei Larioni-Bardi, proprietaria fino al 1500 della vicina villa I Cedri (anticamente detta del Buco), è attestato dallo stemma in pietra posto sulla facciata. Inoltre esso fu posseduto dall'ospedale Bonifacio, di cui pure ricorre uno stemma in facciata. L'oratorio dava il nome anche alla villa retrostante, detta l'Annunziata.

## Descrizione
L'edificazione è da collocare in pieno Quattrocento per i caratteri architettonici che hanno indotto i critici a ritenerla possibile opera di Michelozzo.
L'edificio mostra proporzioni molto equilibrate e decorazioni sobrie sia all'esterno, con una fascia di dentellature in cotto lungo gli spioventi del tetto, sia all'interno - un vano ad aula con copertura a capriate lignee sostenute da mensoloni intagliati - dove, rialzata da un gradino, è un'abside quadrata scandita da lesene e capitelli in pietra serena. Sull'altare maggiore era conservata un'Annunciazione di Filippo Lippi, oggi alla Galleria nazionale d'arte antica di palazzo Barberini a Roma.